# Kyle Maynard
Kyle Maynard (Suwanee, Georgia, EE. UU., 24 de marzo de 1986) es un luchador con discapacidad debido a un trastorno genético poco común llamado amputación congénita.
No tiene ni codos ni rodillas, pero compitió en el Campeonato de Lucha de la Escuela Superior de Georgia de 2004. Se graduó en el instituto con un récord de lucha de 35 victorias, 16 derrotas y un 3.7 GPA.
Fue galardonado en 2004 con el premio ESPY como el "mejor atleta con discapacidad" y ha salido en varias entrevistas de radio y televisión. Trabaja como conferenciante para la Washington Speaker's Bureau, especializándose en discursos sobre motivación. También es autor de la memoria Sin excusas: La impresionante historia de cómo un amputado congénito ha llegado a ser un deportista y un campeón en la vida (Ciudadela Libros, Madrid, 2007 ISBN 978-84-935173-5-9)
Kyle Maynard estudió en la Universidad de Georgia, se graduó en 2008 en periodismo ("Broadcast News")y continúa con la lucha 

## No Excuses
En el 2005, Maynard escribió la autobiografía "No Excuses: The True Story of a Congenital Amputte Who Became a Champion in Wrestling and Life" (en español : "Sin Excusas: La Historia Verdadera de un Amputado Congénito que se Convirtió en un Campeón de Lucha y de la Vida"). Publicado por Regnery Publishing, el libro llegó a la lista de Superventas del New York Ties, llegando hasta el número 12. Poco después, fue incluido tanto en el Salón de la Fama del Estado de Georgia como al Salón de la Fama Nacional en Oklahoma. En el 2007, fue llamado uno de los diez sobresalientes jóvenes americanos por U.S. Jaycees.

## Ascenso del Monte Kilimanjaro
En 2011, se anunció que Maynard estaba planeando escalar el Monte Kilimanjaro sin la ayuda de prótesis. Como preparación para el ascenso, se entrenó en una serie de localidades alrededor de Estados Unidos, incluyendo Stone Mountain y Blood Mountain en Georgia, Winter Park en Colorado, y la Camelback Mountain en Arizona, probando y desarrollando equipo que incluía mangas especiales y hule de llantas de bicicleta atado a su cuerpo con cinta de aislar. Hasta que una organización, llamada Orthotic Specialists se involucró, y los dueños Barb y Brett Boutin crearon equipo a la medida con suelas Vibram, basados en moldes de los brazos y piernas de Maynard. El ascenso, realizado con la intención de despertar conciencia sobre los veteranos militares americanos, incluía un equipo con exmiembros del ejército de Estados Unidos con lesiones y condiciones que incluían heridas de metralla, estrés postraumático y lesiones cerebrales traumáticas. La misión también donó $25,000 dólares en suplementos médicos a la escuela para ciegos "Mwerni Integrated School for the Blind" en Moshi, Tanzania. Guiados por Kevin Cherilla de la fundación K2 Adventurers Foundation, el grupo empezó el ascenso el 6 de enero de 2012, con 16 días asignados para la escalada. El 15 de enero de 2012, Maynard se convirtió en el primer amputado cuádruple en escalar el Monte Kilimanjaro sin ayuda, gateando los 19,340 pies en sólo diez días. En el 2012, se le premió con su segundo  ESPN Espy Award por ser el mejor atleta masculino con discapacidades por completar el ascenso.